# Gert Fredriksson
Gert Fridolf Fredriksson (Nyköping, 21 november, 1919 – aldaar, 5 juli 2006) was een Zweeds kanovaarder. Hij won in zijn sportcarrière acht Olympische medailles, anno augustus 2016 goed voor een 24e plaats op de lijst van succesvolste medaillewinnaars op de Olympische Zomerspelen.
Fredriksson is daarmee de succesvolste mannelijke olympische kanovaarder aller tijden.

## Palmares

### Olympische erelijst
Fredriksson won op vier Olympische toernooien zes gouden medailles, één zilveren en één bronzen. Op de Zomerspelen van 1948 werd hij voor het eerst Olympisch kampioen, op de 1000 en 10.000 meter. De titel op de kilometer verlengde hij op de Zomerspelen van 1952 en die van 1956. De titel op de tien kilometer pakte hij opnieuw in 1956, tijdens de laatste Spelen dat de 10.000 meter op het programma stond. Op de Olympische Zomerspelen 1960 werd hij samen met Sven-Olov Sjödelius olympisch kampioen in een duoboot.
Fredriksson was op de Olympische Zomerspelen 1964 coach van het Zweedse team. Hij ontving als enige kanovaarder ooit van het IOC de Mohammed Taher Trophy, een (in 1975 opgeheven) speciale vermelding voor een amateursporter op basis van zijn carrière of bijdrage aan de sport.
| Kampioenschap | 1948 | 1952   | 1956 | 1960           |
| ------------- | ---- | ------ | ---- | -------------- |
| OS K1 1000 m  | Goud | Goud   | Goud | Brons          |
| OS K2 1000 m  |      |        |      | Goud           |
| OS K1 10000 m | Goud | Zilver | Goud | geen onderdeel |
| OS 4xK1 500 m |      |        |      | HF             |

### Wereldkampioenschappen
Fredriksson won vier individuele wereldtitels, op de 500 meter (1948 en 1954) en de 1000 meter (1950 en 1954). In '48, '50 en '54 werd hij mede wereldkampioen op de 4x500 meter estafette.
1936: Gregor Hradetzky ·
1948: Gert Fredriksson ·
1952: Gert Fredriksson ·
1956: Gert Fredriksson ·
1960: Erik Hansen ·
1964: Rolf Peterson ·
1968: Mihály Hesz ·
1972: Aleksandr Sjaparenko ·
1976: Rüdiger Helm ·
1980: Rüdiger Helm ·
1984: Alan Thompson ·
1988: Greg Barton ·
1992: Clint Robinson ·
1996: Knut Holmann ·
2000: Knut Holmann ·
2004: Eirik Verås Larsen ·
2008: Tim Brabants ·
2012: Eirik Verås Larsen ·
2016: Marcus Walz ·
2020: Bálint Kopasz ·
2024: Josef Dostál
1936: Alfons Dorfner & Adolf Kainz ·
1948: Hans Berglund & Lennart Klingström ·
1952: Yrjö Hietanen & Kurt Wires ·
1956: Meinrad Miltenberger & Michel Scheuer ·
1960: Gert Fredriksson & Sven-Olov Sjödelius ·
1964: Sven-Olov Sjödelius & Gunnar Utterberg ·
1968: Vladimir Morozov & Aleksandr Sjaparenko ·
1972: Nikolai Gorbatsjov & Viktor Kratasjoek ·
1976: Sergej Nagorny & Vladimir Romanovski ·
1980: Vladimir Parfenovitsj & Sergej Tsjoechrai ·
1984: Hugh Fisher & Alwyn Morris ·
1988: Greg Barton & Norman Bellingham ·
1992: Kay Bluhm & Torsten Gutsche ·
1996: Antonio Rossi & Daniele Scarpa ·
2000: Beniamino Bonomi & Antonio Rossi ·
2004: Henrik Nilsson & Markus Oscarsson ·
2008: Martin Hollstein & Andreas Ihle ·
2012: Rudolf Dombi & Roland Kökény ·
2016: Marcus Groß & Max Rendschmidt ·
2020: Thomas Green & Jean van der Westhuyzen
1936: Ernst Krebs ·
1948: Gert Fredriksson ·
1952: Thorvald Strömberg ·
1956: Gert Fredriksson